# Ото фон Капенберг
Ото фон Капенберг (на немски: Otto von Cappenberg; Odo von Cappenberg; * ок. 1100; † 23 февруари 1171, Капенберг) е от 1156 г. до смъртта си пропст на манастир Капенберг и кръстник на император Фридрих I Барбароса. Той е Блажен и се чества от католиците на 23 февруари.

## Биография
Той е вторият син на граф Готфрид I фон Капенберг († 1106, убит в битка) и съпругата му Беатрис фон Хилдрицхаузен († 1115/22), дъщеря на граф Хайнрих II фон Хилдрицхаузен и съпругата му Беатрикс фон Швайнфурт, внучка на херцог Ото III от Швабия. По баща е внук на граф Херман фон Капенберг и Герберга фон Хунебург, и правнук на граф Херман от Вердюн. Майка му се омъжва втори път през 1106 г. за граф Хайнрих фон Ритберг († 1116). Брат е на граф Готфрид фон Капенберг († 13 януари 1127), Герберга и Беатрикс фон Капенберг.
Брат му Готфрид основава от замък Капенберг премонстрантския манастир Капенберг. През 1122 г. Ото и брат му Св. Готфрид завещават собствеността си на премонстрантския орден и влизат в ордена. Ото фон Капенберг завещава византийски реликва-кръст и Капенбергския портрет-бюст главата на Барбароса на манастир Капенберг.